# Fenestrulina mutabilis
Fenestrulina mutabilis is een mosdiertjessoort uit de familie van de Microporellidae. De wetenschappelijke naam van de soort is voor het eerst geldig gepubliceerd in 1932 door Hastings.